# Vadim Rogovine
Vadim Zakharovitch Rogovine (en russe : Вадим Захарович Роговин), né le 10 mai 1937 à Moscou et mort dans la même ville le 18 septembre 1998, est un historien et sociologue soviétique et russe. 

## Biographie
Vadim Rogovine était un sociologue de renom de l'Académie des sciences de Russie (alors de l'URSS), qui se déclara trotskiste sous la perestroika. Il est notamment l'auteur d'une étude en sept volumes sur la lutte contre le stalinisme dans l'Union soviétique des années 1923-1940.